# Fritz Kiersch
Firtz Kiersch (Alpine (Texas), 23 de julho de 1951), é um diretor de cinema estadunidense, mais conhecido por filmar o clássico do terror Children of the Corn.

## Filmografia
| Ano  | Título Original      | Título no Brasil                     | Título em Portugal |
| ---- | -------------------- | ------------------------------------ | ------------------ |
| 1984 | Children of the Corn | Colheita Maldita                     | Os Filhos da Terra |
| 1985 | Tuff Turf            | Tuff Turf - O Rebelde                | Tuff Turf          |
| 1989 | Under the Boardwalk  | Limpeza Geral                        |                    |
| 1992 | Into the Sun         | Into the Sun - Desafiando os Limites |                    |
| 1995 | The Stranger         |                                      |                    |
| 2006 | Surveillance         | O Vigilante                          |                    |
| 2006 | The Hunt             | Terror na floresta                   |                    |